# Kenzo (marchio)
Kenzo è una casa di moda francese fondata nel 1970 dallo stilista giapponese Kenzō Takada. Dal 1993 l'azienda è di proprietà del gruppo LVMH.

## Storia
Dopo essersi diplomato in una scuola di moda di Tokyo, Kenzo Takada si trasferisce a Parigi,  dove nel 1970 apre la sua prima boutique, Jungle Jap nella Galérie Vivienne, nel quale lo stilista commercializza le proprie creazioni. Il mondo della moda rimane sorpreso dall'originalità dei capi Kenzo e dalla celebrazione, tramite l'innovativo design, dell'unione di culture differenti.

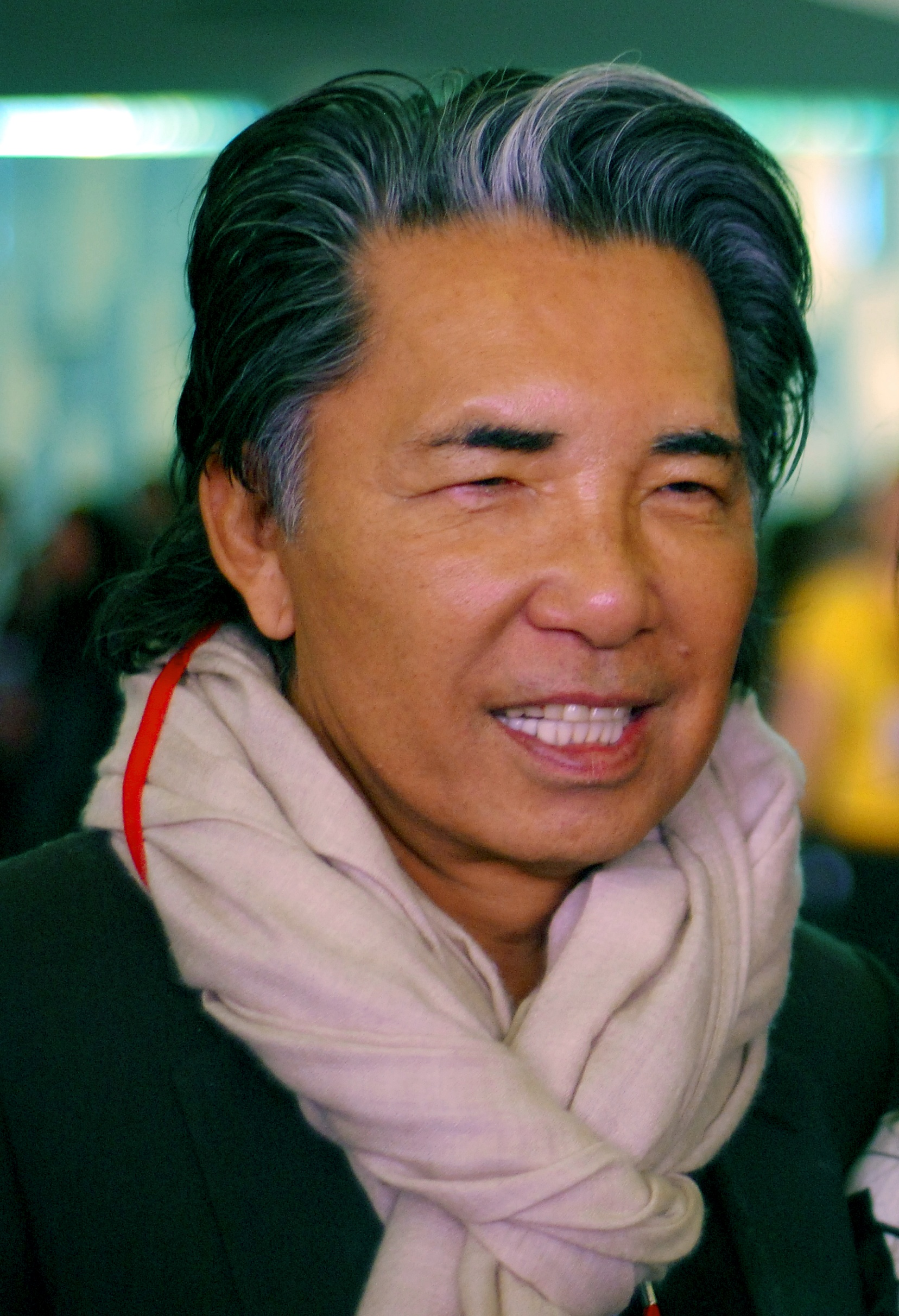
Lo stilista Kenzō Takada

Dal 1976 punti vendita del marchio Kenzo cominciano ad essere aperti in tutto il mondo. Nello stesso periodo la produzione si estende anche alla moda maschile (dal 1983), agli accessori ed alla biancheria per la casa. Nel 1988 nasce una linea di profumi Kenzo Parfums, il cui prodotto di punta diventa Flower by Kenzo, lanciato nel 2000. Dal 2001 vengono prodotti anche prodotti per la cura del corpo, con il marchio Kenzoki, sviluppati intorno all'utilizzo di quattro piante tipiche delle tradizioni orientali: riso, zenzero, foglie di bamboo e loto bianco.
Dal 1980 al 1993 il marchio Kenzo viene presieduto da Francois Beaufumé, ed in seguito passa in mano al gruppo Moet Hennessy Louis Vuitton.
Nel 1999, dopo la sfilata di moda del 7 ottobre, Takada annuncia il proprio ritiro. Quello stesso anno, in cui si festeggiano i 30 anni di attività dello stilista, Odile Lobadowsky viene nominato presidente e CEO dell'azienda, e l'anno successivo Patrick Guedj viene nominato direttore artistico. Kenzo tornerà a lavorare per la maison nel 2002, con una linea di prêt-à-porter chiamata Yume ("sogno").
Nel 2003, Roy Krejberg storico stilista della linea uomo lascia l'azienda. Nello stesso anno entra nello staff del marchio lo stilista sardo Antonio Marras, inizialmente assunto come stilista per la linea prêt-à-porter della maison. Nel 2006, Marras rivoluziona il concept delle casa di moda e nel 2008, dopo aver curato la linea casa del marchio, è stato promosso direttore artistico Kenzo.
Nel 2005, è stato presentato il progetto Gokan Kobo ("laboratorio dei cinque sensi"), un marchio di arredamento e complementi d'arredo, per il quale nel 2006 è stato inaugurato uno specifico negozio a Parigi.
Nel 2008, il marchio Kenzo Parfums, per festeggiare i primi venti anni di attività, ha lanciato un profumo ad edizione limitata chiamato Vintage, con il quale il marchio celebra gli anni settanta, periodo in cui il brand Kenzo fu fondato.

## Profumi

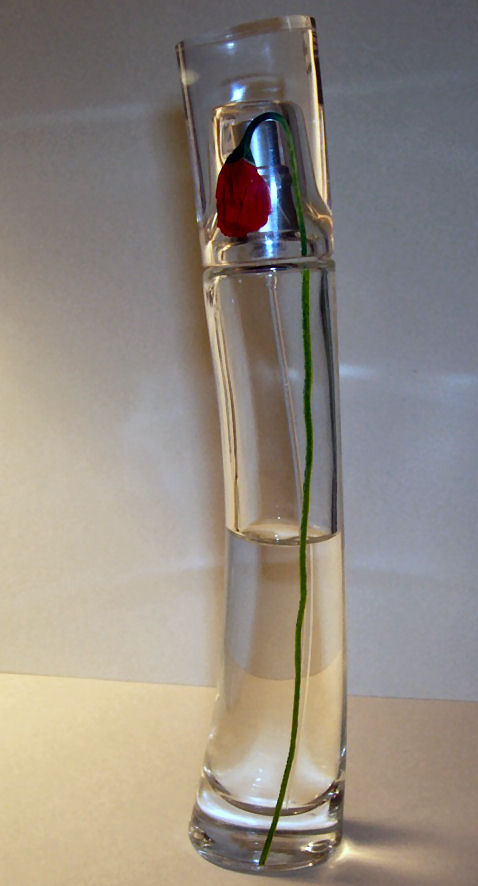
Flower by Kenzo.

Il seguente è un elenco incompleto dei principali profumi commercializzati dalla maison Kenzo.
- 1988 Kenzo Parfum (F)
- 1989 Ca Sent "Beau"
- 1991 Kenzo Pour Homme
- 1993 Kashaya de Kenzo (F)
- 1994 Inro (F)
- 1995 Parfum d'ete
- 1996 L'eau par Kenzo (F)
- 1996 King Kong
- 1996 Lait parfum pour le Corps
- 1996 Jungle L'Elephant (F)
- 1996 Jungle Le Tigre (F)
- 1997 Kenzo le monde est Beau
- 1998 Jungle Zebre pour homme
- 1999 L'Eau par kenzo (M)
- 1999 Time for Peace (F)
- 1999 Time for Peace (M)
- 2000 Flower by Kenzo (F)
- 2001 Kenzo ki Energisant (Feuille Bambon) (F)
- 2001 Kenzo ki Euphorisant (Fleur de Gingembre) (F)

- 2001 Kenzo ki Relaxant (Lotus Blanc) (F)
- 2001 Kenzo ki Sensuel (Vapeur de Riz) (F)
- 2002 Parfum d'Ete, 2nd Edition (F)
- 2002 Kenzo pour Homme Fraiche (M)
- 2003 Kenzoair (M)
- 2004 Flower by Kenzo Le Parfum (F)
- 2004 Summer (F)
- 2005 Kenzoair Intense (M)
- 2005 Kenzoki (F)
- 2005 Flower oriental (F)
- 2005 Summer by Kenzo (F)
- 2006 Eau d'etè Flower by Kenzo 2006 (F)
- 2006 Flower Edition d'artistes (F)
- 2006 Kenzo Amour (F)
- 2006 L'eau par Kenzo Love l'eau (F)
- 2006 L'eau par Kenzo pour Homme Love l'eau (M)
- 2008 Kenzo Power (F)
- 2008 Kenzo Amour Le Parfum (F)
- 2008 Vintage Edition (U)

## Testimonial
Una delle più celebri e ricordate testimonial del marchio Kenzo è stata sicuramente l'attrice Shu Qi, protagonista del surreale spot pubblicitario realizzato per Flower by Kenzo. Vale la pena ricordare però anche l'attrice Olga Kurylenko, testimonial del profumo KenzoAmour e il francese Andy Gillet per Kenzo pour Homme.
Nel marzo 2018 il marchio Kenzo rivela ufficialmente la nuova testimonial del brand Britney Spears attraverso l'hashtag #KenzoLovesBritney. L'artista è infatti protagonista della campagna per la linea La Collection Memento N°2.

## Logo
Il logo della Kenzo si configura, sin dal 1970, come un logotipo senza grazie, geometrico e destrutturato. Esso poteva essere configurato in diversi colori o, spesso, scomposto in linee, forma che tende a sottolineare l'origine esotica del fondatore. Nel 2020, con l'arrivo del nuovo direttore creativo, Felipe Oliveira Baptista viene messo in atto un rebranding: il nuovo logo, disegnato dallo stesso Baptista, vuole sottolineare la continuità con il marchio e con la sua creatività e, allo stesso tempo, dare un tocco più moderno.

logo in uso dal 1970 al 2020
Logo alternativo
Logo in uso dal 2020-2021
Logo in uso dal 2021 -